# Pays basque (communauté autonome)
Pour les articles homonymes, voir Pays basque (locution).
La communauté autonome du Pays basque, parfois appelée communauté autonome basque ou Pays basque (appelée aussi Euskadi) est l'une des 17 communautés autonomes de l'Espagne, une des trois autonomies historiques reconnues par le gouvernement espagnol en 1979 avec la Catalogne et la Galice, et composée de trois provinces historiques basques : l'Alava, la Biscaye et le Guipuscoa. En Espagne sa dénomination est Euskadi ou País Vasco.
Elle est située dans le nord de l'Espagne et dispose d'une autonomie certaine dans plusieurs domaines : fiscalité (tous les impôts sont levés par l'administration fiscale basque qui reverse 5 % des impôts à l'Espagne), enseignement, police (police autonome Ertzaintza), soins de santé Osakidetza, etc. La capitale de la communauté est Vitoria-Gasteiz (province d'Alava).
Le nom en basque est Euskadi ou Euskal Herria et en espagnol il s'agit du País Vasco — historiquement on parle aussi de provincias vascongadas —.

## Géographie

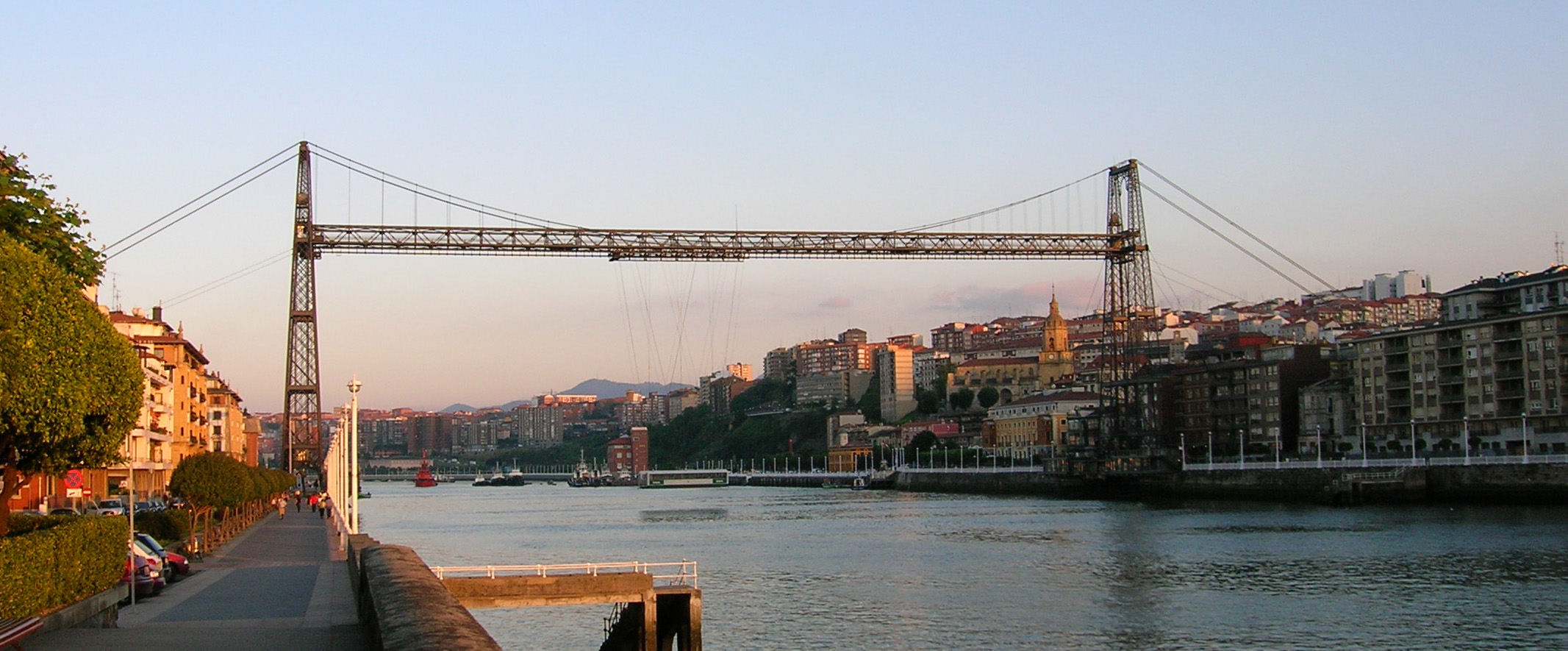
Le pont de Biscaye, patrimoine mondial de l'UNESCO.

La Communauté autonome du Pays basque est entourée par la mer Cantabrique (en basque Bizkaiko golkoa ou golfe de Biscaye), la France (Aquitaine), la Castille-et-León, la Navarre, la Rioja et la Cantabrie. C'est une région montagneuse, marquée par le relief des Pyrénées au nord, et de la Cordillère Cantabrique ailleurs. Son climat océanique doux et très humide (plus de 1 000 mm de précipitations annuelles) et ses paysages verts contrastent avec une grande partie de la péninsule ibérique.
Elle couvre une superficie de 7 234 km², soit l'équivalent d'un grand département français. Mais elle est densément peuplée (291 habitants/km²), c'est une des régions les plus urbanisées d'Espagne, avec les métropoles de Bilbao (plus de 800 000 habitants), Saint-Sébastien et Vitoria-Gasteiz (environ 250 000 habitants), ainsi que tout un réseau de moyennes et de petites villes.
Situé dans le sud de la province d'Alava, le petit territoire de Treviño (ou Trebiñu / Uda en basque) est une enclave appartenant à la province de Burgos dans la communauté autonome de Castille-et-León. La majorité de la population et divers mouvements militent depuis des décennies pour le rattachement à la province de l'Alava, notamment en 1998, lorsque 68 % des habitants se sont prononcés en faveur d'un autre référendum sur le rattachement à la province d'Alava, faisant suite à ceux organisés en 1940 et 1958 durant la dictature et dont les résultats furent rejetés par Franco, mais le Président du gouvernement conservateur de l'époque, José María Aznar, ne l'autorisa pas.
Dans la province de Biscaye, dans l'ouest du Pays Basque, se trouve une autre enclave, celle de Valle de Villaverde (ou Villaverde Turtzioz en basque), commune de la communauté autonome de Cantabrie.
Elle est composée de trois provinces (officiellement territorios históricos, territoires historiques) :
- l'Alava (en basque Araba) ; capitale : Vitoria-Gasteiz (en espagnol Vitoria, en basque Gasteiz) ;
- la Biscaye (en basque Bizkaia, en espagnol Vizcaya) ; capitale : Bilbao (en basque Bilbo) ;
- le Guipuscoa (en basque Gipuzkoa, en espagnol Guipúzcoa) ; capitale : Saint-Sébastien (en espagnol San Sebastián, en basque Donostia).

## Transports
Trois aéroports desservent cette région : Foronda (Alava), Fontarrabie (Guipuscoa), l'aéroport international de Bilbao à Loiu-Lujua (Biscaye). Il compte aussi deux importantes zones portuaires dont le port autonome de Bilbao.
Un projet de Ligne à grande vitesse devant relier les trois grandes villes est en cours de construction. Il est surnommé le « Y basque » en raison de sa forme.

## Démographie
La population s'élevait à 2 193 093 habitants en 2012, soit 4,6 % de la population de l'État espagnol.
L'espérance de vie s'élève à 74,2 ans pour les hommes et 84,8 ans pour les femmes, la plus haute de l'Union européenne. La Communauté autonome du Pays basque compte 4,5 médecins pour 1 000 habitants.

## Politique et organisation

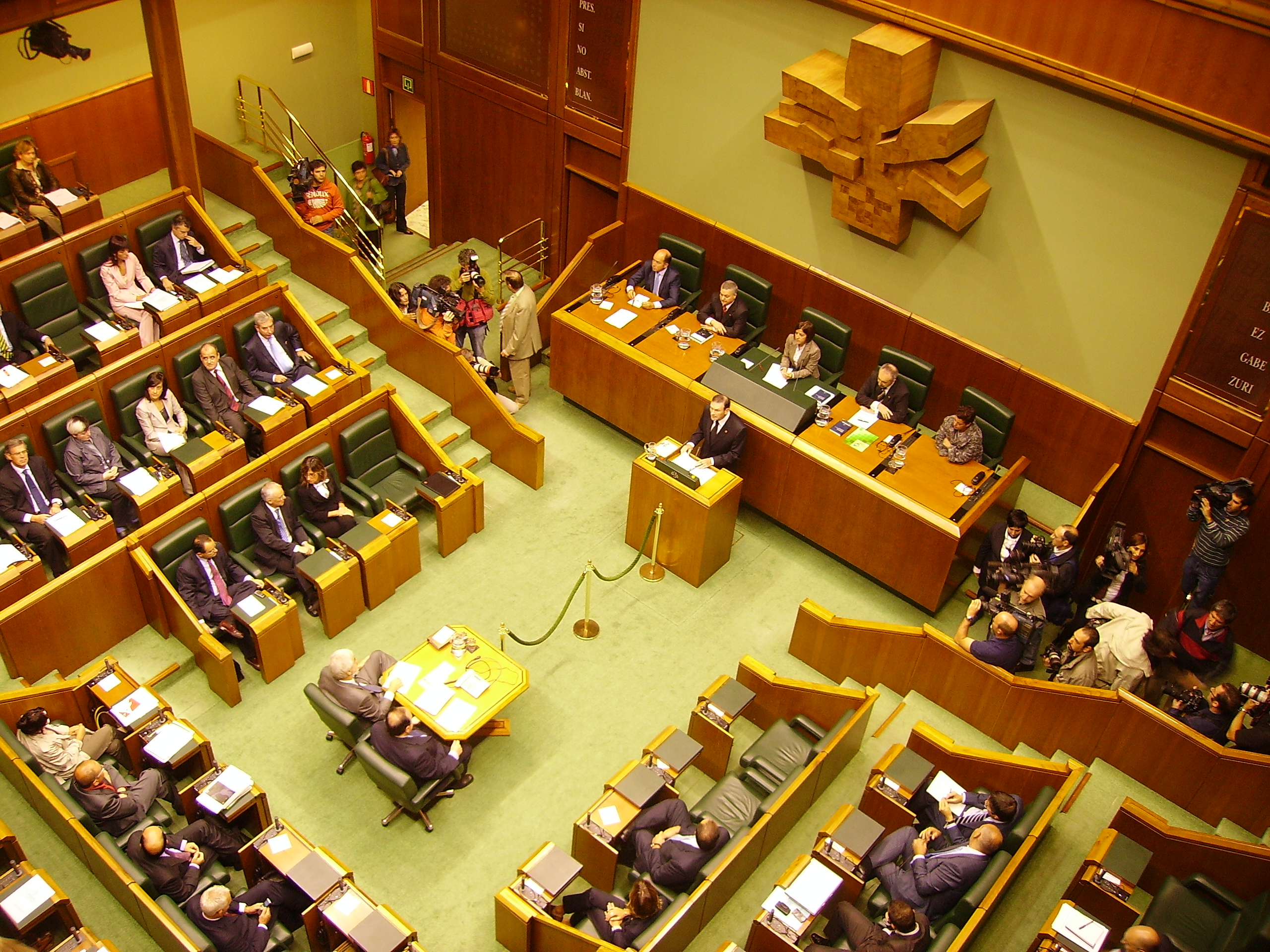
Le Parlement basque à Vitoria-Gasteiz.

Cette section ne s'appuie pas, ou pas assez, sur des sources secondaires ou tertiaires indépendantes du sujet. Le texte peut contenir des analyses inexactes ou inédites de sources primaires.
Pour l'améliorer, ajoutez-en, ou placez des modèles {{Source secondaire souhaitée}} ou {{Source secondaire nécessaire}} sur les passages mal sourcés. (février 2023)

### Statut d'autonomie
La Communauté autonome du Pays basque est une région autonome de l'Etat central espagnol. Elle possède alors son propre ordre juridique interne avec des institutions qui lui sont propres. Il y a le pouvoir exécutif représenté par un gouvernement qui a pour chef le Lehendakari. Un parlement basque monocaméral détenant le pouvoir législatif, qui nomme le Lehendakari et contrôle l'activité du gouvernement. Un pouvoir judiciaire existe également au travers de la Cour supérieure de justice.
L'Euskadi est subdivisé en trois territoires historiques eux-mêmes autonomes (Alava, Biscaye, et Guipuscoa) ayant un gouvernement local, la députation forale.

### Gouvernement basque
La Communauté autonome du Pays basque a son propre gouvernement depuis 1980, dont le chef porte le titre de Lehendakari. Il s'agit de Imanol Pradales (EAJ-PNV) depuis le 22 juin 2024.

### Parlement basque
Le parlement basque est composé de 75 députés élus au suffrage universel direct. Il est monocaméral. Le scrutin est proportionnel à liste fermée et le mandat est de quatre ans. Chacun des trois territoires historiques élit 25 députés sans considération de démographie. Ainsi, l'Alava qui ne possède que 320 000 habitants a autant de sièges que la Biscaye qui est habité par 1,2 million de personnes.

## Économie

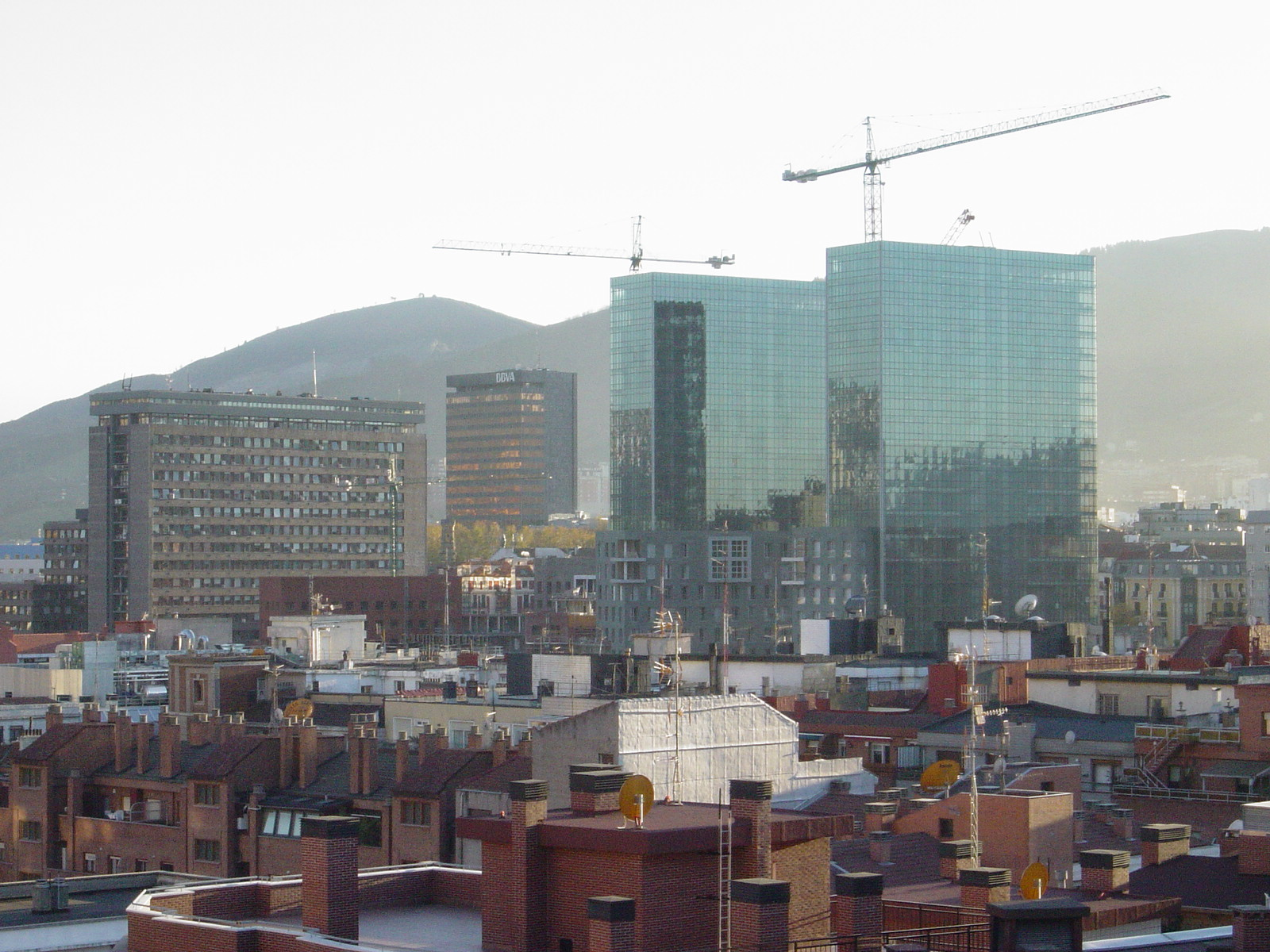
Le centre financier de Bilbao

Aujourd’hui, la Communauté autonome basque fait partie des dix régions dont le niveau d’industrialisation et le niveau de richesse sont les plus élevés d’Europe, aux côtés de la Bavière, du Bade-Wurtemberg, de la Lombardie et de la Haute-Autriche. Le PIB est de 74 milliards d'euros en 2018 avec une croissance inter-annuelle d'environ 3%. En juin 2007, le taux de chômage atteignait le niveau record de 3,4 % et le taux de croissance du PIB 4,2 %. Après avoir traversé une grave crise économique et sociale pendant les années 1980, la Communauté autonome basque, Euskadi a opéré un redressement économique spectaculaire.
Avec un PIB par habitant supérieur à la moyenne de l'Union européenne (indice 140 en 2007 contre 109 en Espagne - 111 en France), Euskadi est devenue en 2007 la région la plus riche et innovatrice d’Espagne devant la Communauté de Madrid (indice 139 en 2007). C'est la première fois qu'une Communauté autonome dépasse la région capitale qui s'était toujours, logiquement, imposée comme la plus riche du pays. En 2018 le PIB par habitant est de 34 079 euros, très supérieur à la moyenne espagnole de 25 730 euros.
Le centre financier du Pays basque est Bilbao, siège de la Bourse de Bilbao et des banques comme la BBVA, qui est un groupe bancaire espagnol d'origine basque présent dans 37 pays. Les caisses d'épargnes basques se sont regroupées en Kutxabank. Celle-ci est composée des anciennes caisses d'épargne BBK Bilbao Bizkaia Kutxa, Kutxa Gipuzkoa SanSebatian, Vital Kutxa fusionnées en 2011. Elle est la troisième plus grande banque de l'État en termes d'actifs.
Le tourisme est très développé, en particulier dans les villes (musée Guggenheim à Bilbao, Saint-Sébastien) et sur le littoral. Le poids du secteur agricole et de la pêche est inférieur au reste de l'Espagne (1,2 %).

### Innovation
L'innovation s’est considérablement développée par l'intermédiaire de la création de technopoles (comme le parc technologique de Bizkaia) et de la fondation Innobasque (Tecnalia, IK4, DIPC, Universités, Industrie).
L'innovation du Pays basque a atteint la moyenne européenne UE-27 de 2,01 % du PIB en 2009 des autres grandes régions industrielles européennes. Euskadi est la région la plus innovante d’Espagne avec 2,08 % du PIB consacré à la R&D en 2010 (Finlande 3,96 %, France 2,21 % et Espagne 1,38 % du PIB). Le territoire du Guipuscoa est supérieur à cette moyenne avec 2,41 % du PIB en 2009. La comarque de Deba Garaia atteint 4,58 % où se situe le groupe Mondragón Corporación Cooperativa, Deba Beherea 3,21 %. L'un des objectifs intermédiaires de l'agence d'innovation Innobasque est d'atteindre les 2,75 % du PIB consacré à la R&D en 2012.
Distribution de dépenses de R+D selon eustat en 2009.

### Pôles de compétitivité
Cette section ne s'appuie pas, ou pas assez, sur des sources secondaires ou tertiaires indépendantes du sujet. Le texte peut contenir des analyses inexactes ou inédites de sources primaires.
Pour l'améliorer, ajoutez-en, ou placez des modèles {{Source secondaire souhaitée}} ou {{Source secondaire nécessaire}} sur les passages mal sourcés. (février 2023)

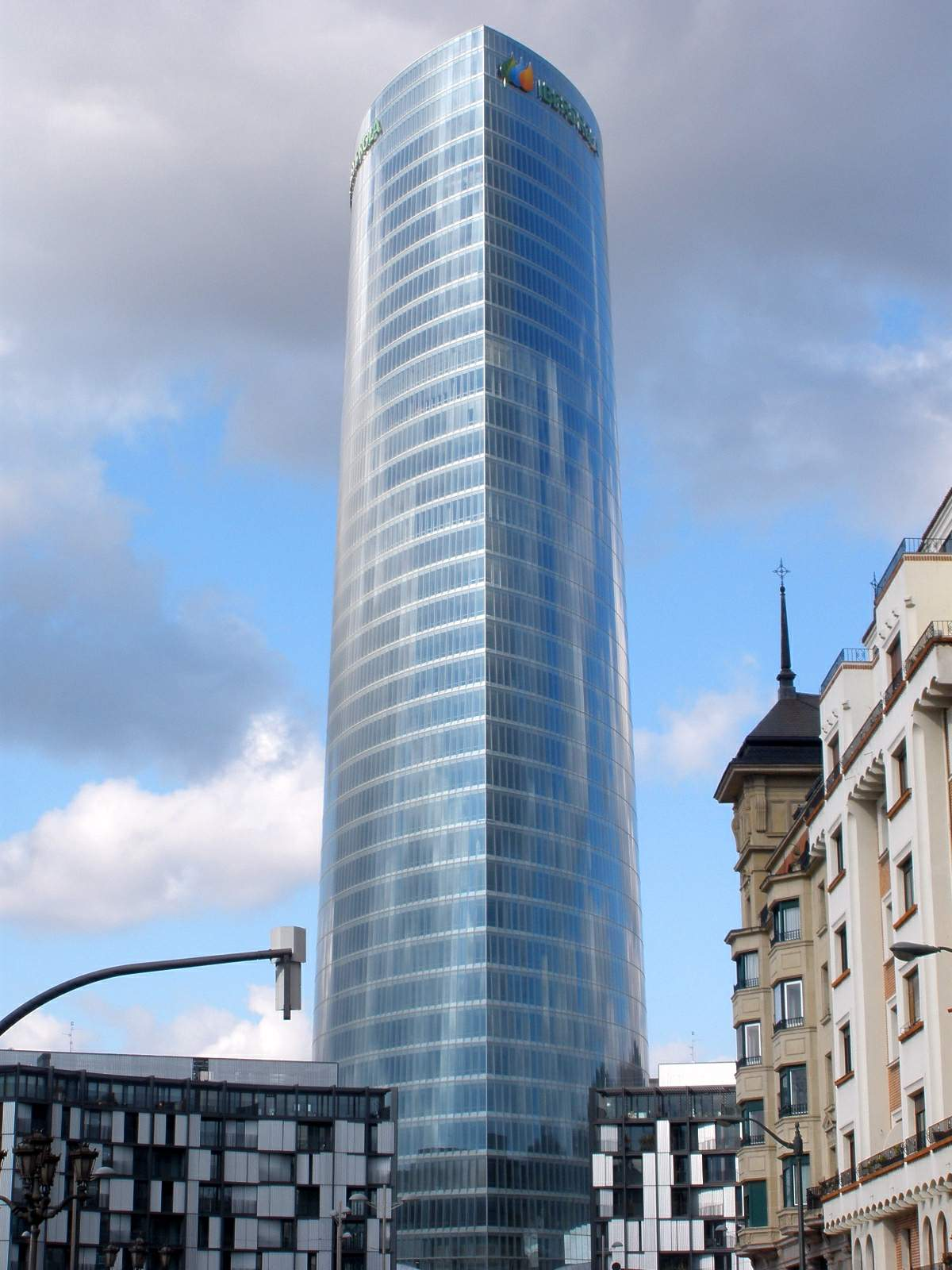
Torre Iberdrola, nouveau siège à Bilbao.

La Communauté autonome basque est une des premières régions européennes à avoir mis en place des pôles de compétitivité (ou clusters). Cette politique industrielle a été lancée dès 1991 par le Gouvernement basque sur la base des recommandations de Michael Porter, professeur à Harvard Business School et théoricien des clusters.
Les clusters basques sont aujourd’hui au nombre de treize, principalement dans le secteur industriel, ils génèrent 45 % du PIB de la région :
- Aéronautique, Hegan : Sener, ITP, Gamesa classé second fabricant européen d’aérogénérateurs
- Automobile, ACICAE : plus de 60 000 employés et 500 usines. Daimler-Benz Vitoria.
- Construction navale : La Naval construcciones Navales del Norte
- Électronique, Informatique et Télécommunications :
- Énergie : Iberdrola est le premier producteur mondial d'énergie éolienne
- Environnement, ACLIMA :
- Électroménager :
- Machine-outil, AFM, INVEMA : classé troisième producteur européen et 92 % production espagnole.
- Papier, ClusterPapel :
- Port de Bilbao, Uniport Bilbao : premier port espagnol certifé par le LME London Metal Exchange.
- Sciences du management, Innobasque, nanoBASQUE : RVCT, IkerBasque, IK4, Tecnalia, DIPC, Euskampus, Universités (UPV-EHU Universidad del Pais Vasco, Mondragon Unibertsitatea, Escuela Politécnica Superior S.Coop., HUHEZI S.Coop., Universidad de Deusto, Fundación Deusto, TECNUN Universidad de Navarra)
- Transport, Logistique
- Audiovisuel

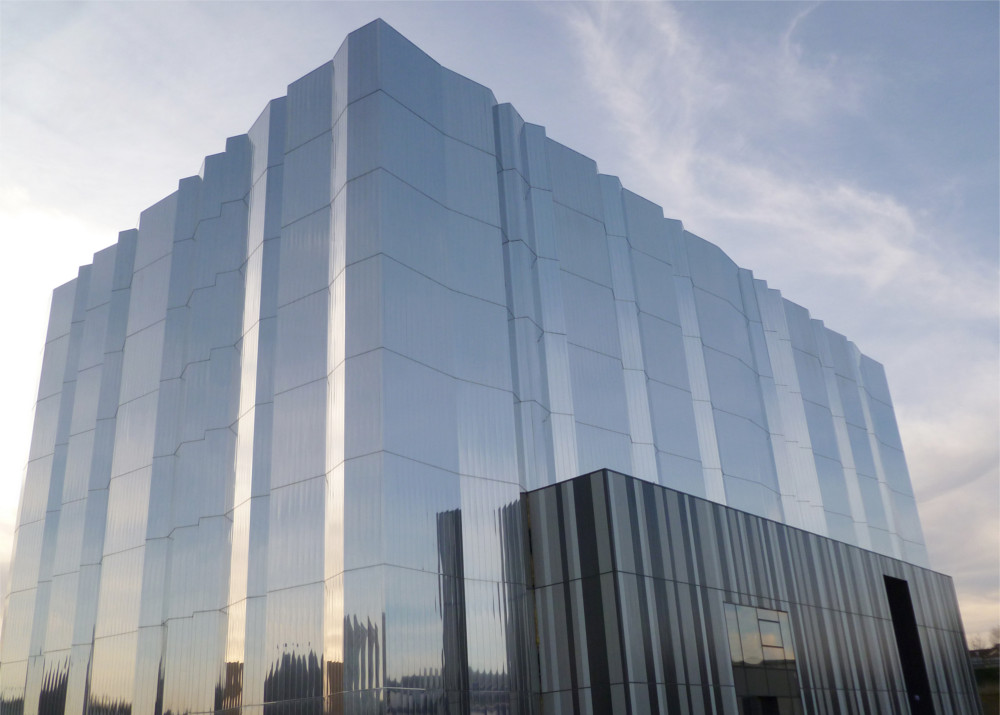
Laboratoire Ultra Haute Tension d'Arteche.

Dans la Communauté autonome basque, les clusters sont conçus comme un partenariat stratégique et opérationnel qui associe les entreprises, les organismes de recherche publics et privés mais aussi les pouvoirs publics, qui participent activement au fonctionnement et au suivi des projets.
Chaque pôle est financé conjointement par les entreprises et les pouvoirs publics. Néanmoins, le financement public est plafonné (le coût est d’environ trois millions d’euros par an pour le gouvernement basque). Autre spécificité, notamment par rapport aux pôles de compétitivité français : les subventions sont versées directement aux clusters et non aux entreprises membres qui ne bénéficient à ce titre d’aucun avantage fiscal.

### Industrie
Cette section ne s'appuie pas, ou pas assez, sur des sources secondaires ou tertiaires indépendantes du sujet. Le texte peut contenir des analyses inexactes ou inédites de sources primaires.
Pour l'améliorer, ajoutez-en, ou placez des modèles {{Source secondaire souhaitée}} ou {{Source secondaire nécessaire}} sur les passages mal sourcés. (février 2023)

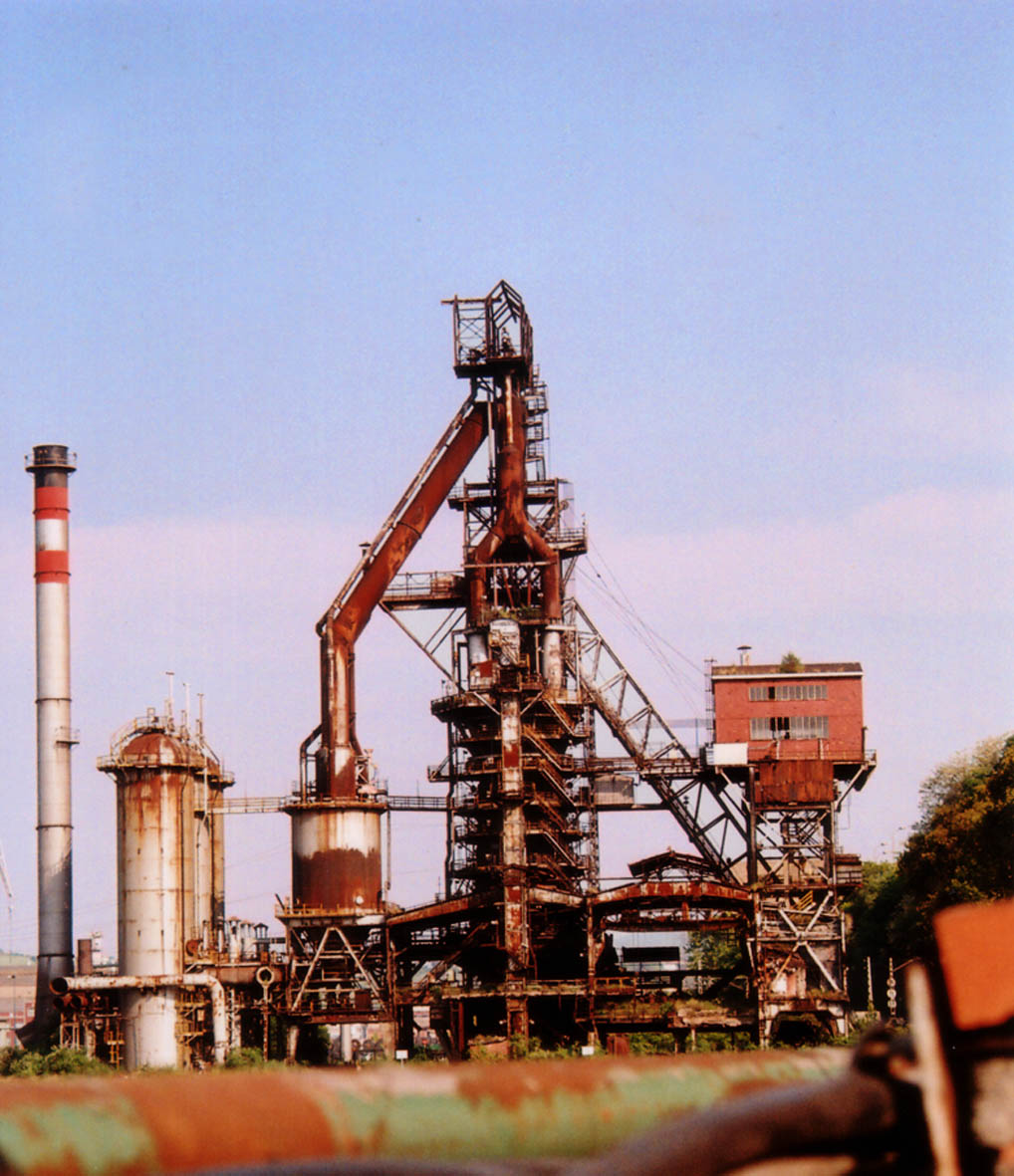
Haut Fourneau de Bizkaia

L'industrie de la sidérurgie et de la métallurgie occupe traditionnellement une place prépondérante dans l’économie basque.
Au XIXe siècle, l’exploitation des nombreux gisements miniers permet à la région de développer une industrie du fer et de l’acier. En 1880, le territoire basque de Bizkaia s’impose comme la première région productive d’Espagne en minerai de fer.
Au début du XXe siècle, de nouvelles industries se développent et prospèrent : papier, chimie, gaz et pétrole, machines-outils, biens d’équipement, construction navale. De gisements de gaz découverts en mer, la création de la société Petronor (Petroleos de Norte), et Iberdrola (Iberduero et Hidrola), un leader dans le secteur électrique, donne une impulsion au secteur énergétique basque. Après la crise pétrolière de 1973 et après 1975 la Communauté autonome basque subit de plein fouet deux épreuves : l’ouverture de l’économie espagnole à la concurrence et la crise énergétique et sidérurgique mondiale. Euskadi traverse alors une crise industrielle sans précédent : faillites en cascade, taux de croissance nul voire négatif certaines années, taux de chômage oscillant autour de 20 %.
Au début des années 1990, alors que la plupart des pays d’Europe se désengagent de l’industrie lourde, le gouvernement basque dirigé par le EAJ-PNV fait au contraire le choix de sauver l’industrie traditionnelle et de diversifier le secteur en misant sur l’innovation.
Aujourd’hui, les parts de marché de l’industrie basque au sein de l’industrie espagnole illustrent la réussite de la reconversion industrielle de la communauté basque: la machine-outil représente 80 % de la production espagnole, l’acier, l’électroménager et l’électronique professionnelle 40 %, l’automobile 30 % et l’aéronautique 22 %.
En 2005, l’indice de production industrielle a progressé de 4 % dans la Communauté autonome basque. Le secteur emploie 36 % de la population active - contre 24 % en France par exemple. Sur un plan national, avec seulement 5 % de la population espagnole, la Communauté autonome basque contribue à hauteur de 10 % à la production industrielle totale du pays.
Autre indicateur du poids du secteur industriel dans l’économie basque espagnole : il contribue à hauteur de 32 % du PIB, un chiffre du même ordre que ceux enregistrés par les autres grandes régions industrielles d’Europe comme la Lombardie (35 %), le Bade-Wurtemberg (33 %) ou encore la Bavière (30,3 %). Dans les années 2010, la région dépasse même la Catalogne dans la production industrielle lourde.

#### Industrie automobile
Aujourd’hui[Quand ?], 26 % des composants automobiles espagnols sont produits en Euskadi[réf. nécessaire].

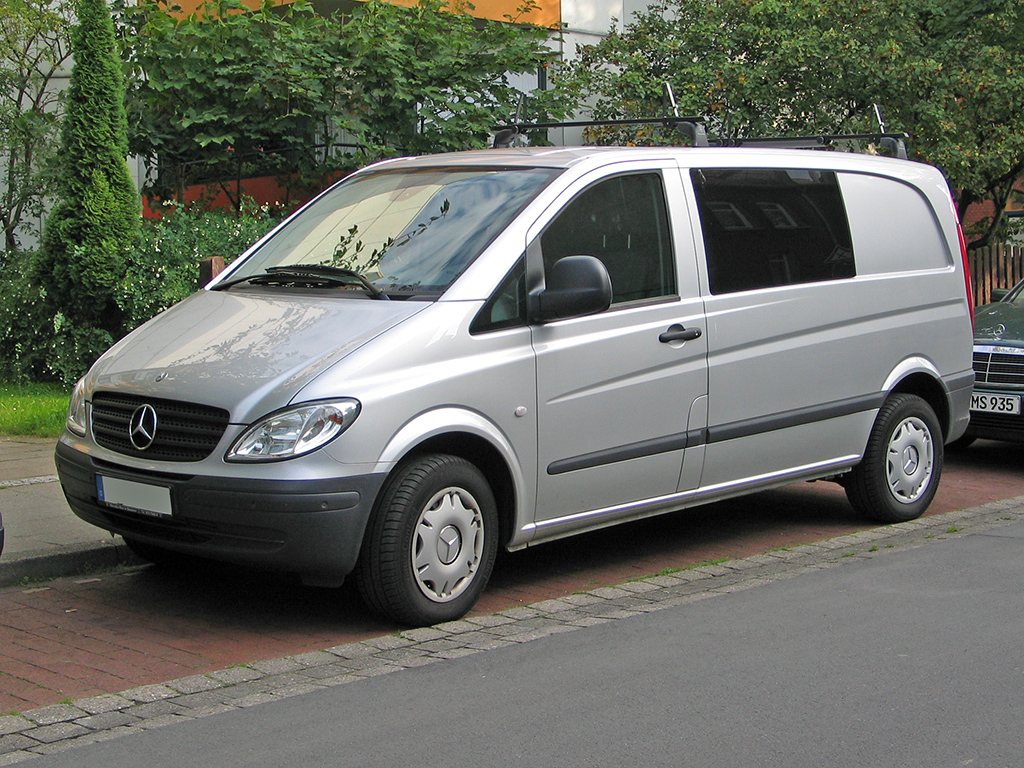
Modèle Vito de Mercedes produit à Vitoria-Gasteiz

L’industrie des composants automobiles est constituée majoritairement par de petites et moyennes entreprises : 68 % d’entre elles comptent moins de 100 salariés. Les entreprises du secteur sont particulièrement performantes sur les marchés étrangers : 63 % de leur production est destinée à l’export.
La Communauté autonome basque compte également deux sites de production et d’assemblage de produits finis. L’usine implantée en 1980 par Mercedes-Benz (Daimler Chrysler) près de la capitale administrative Vitoria-Gasteiz emploie 3 500 personnes et produit 85 000 véhicules par an du modèle Vito.
Dans le domaine de l’industrie automobile, le constructeur d'autocars Irizar est leader en Espagne sur ce secteur avec 39 % des parts de marché et est, en volume, le deuxième constructeur d'autocars en Europe.

#### Machine-outil
Cette section ne s'appuie pas, ou pas assez, sur des sources secondaires ou tertiaires indépendantes du sujet. Le texte peut contenir des analyses inexactes ou inédites de sources primaires.
Pour l'améliorer, ajoutez-en, ou placez des modèles {{Source secondaire souhaitée}} ou {{Source secondaire nécessaire}} sur les passages mal sourcés. (février 2023)

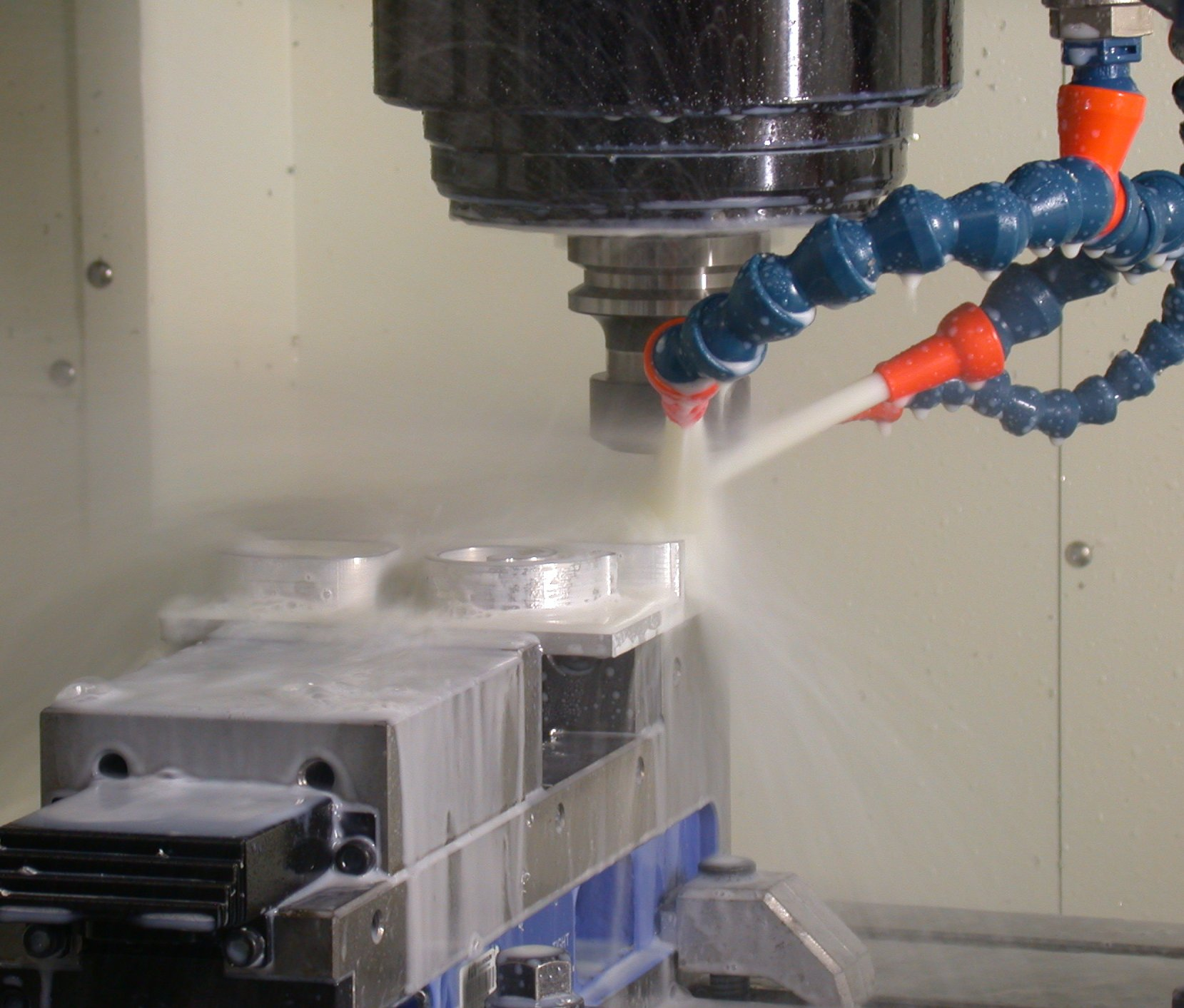

La production basque représente 82 % des exportations espagnoles et mobilise 78 % de l’emploi total du secteur.
Depuis plus de dix ans, le secteur de la machine-outil basque espagnol exporte en moyenne 56 % de sa production en direction de 120 pays différents. 50 % de la production de machines-outils est destinée à l’industrie automobile.
La société plus innovatrice du secteur est le Groupe Danobat située dans la ville d'Elgoibar dans le territoire du Guipuscoa, appartenant au groupe coopérative du MCC Mondragon Corporacion Cooperativa avec 93 000 employés.
En 1991 a été créé à Elgoibar l'Institut de Machine - Outil (IMH), qui est venu remplir l'important secteur dans la spécialisation des travailleurs de ces industries, ainsi que les centres de développement Ideko et de Fatronik.

#### Industrie aéronautique et Industrie aérospatiale
Totalement inexistante au début des années 1990, l’industrie aéronautique basque est née de l’organisation d’entreprises de secteurs voisins en cluster.
Aujourd’hui, ce pôle de compétitivité regroupe l’essentiel des entreprises du secteur c’est-à-dire les trois leaders locaux (l’ingénierie Sener, le motoriste ITP et l’équipementier Gamesa) et de nombreuses PME. Il représente 20 % de la production espagnole.

#### Énergie

##### Pétrole et pétrochimie
L'industrie pétrochimique basque est née avec la création en 1968 de la société Petronor (Petroleos del Norte) filiale de Repsol YPF, sa raffinerie moderne (avec unités de FCC, SR5 désulfuration 100 T/j, MTBE naphte de haut octane, ETBE biocarburant en 2002, congénération électrique, URF Unité Réduction Fuel-Oil en 2011) produisant 11 millions de tonnes par an à Muskiz.
La raffinerie de Petronor est la plus grande de la péninsule ibérique et ses réseaux de distribution des hydrocarbures et de gaz naturel dans toute la Communauté autonome basque.
En 2008, le président du club Athletic de Bilbao, Fernando Garcia Macua conclut un contrat de sponsoring maillot de trois ans avec la compagnie pétrolière[pertinence contestée] basque.

##### Gaz

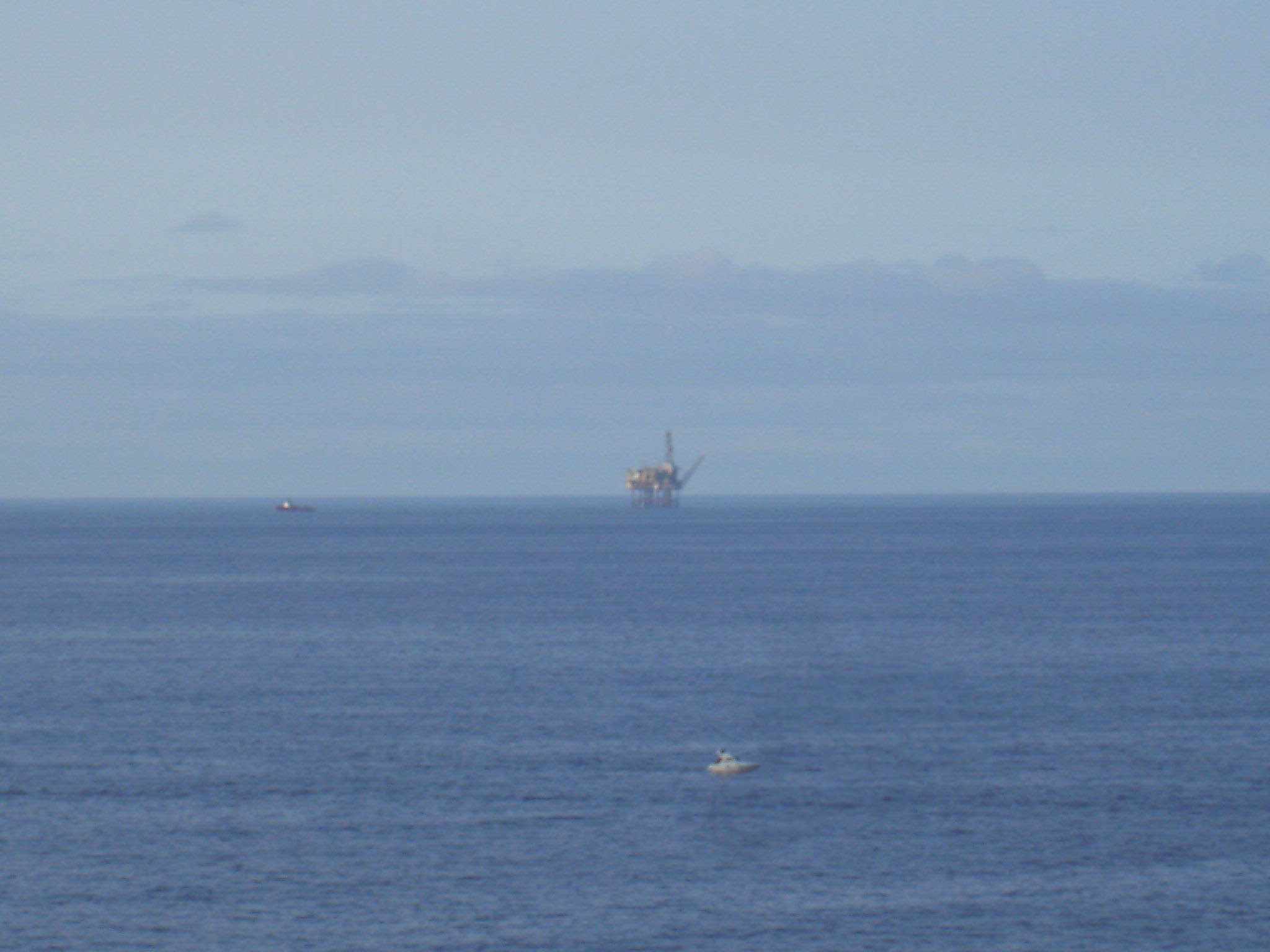
Plataforme de gaz « La Gaviota » à Bermeo, Bizkaia

La découverte de gisement de gaz et l'exploitation de la Plateforme de Gaz Gaviota en océan Atlantique en face de Bilbao entre 1980 et 1994 1,5 MNm3 permet la captation et le stockage de CO2 opéré par ENAGAS.
L'année 2003 a été construit le terminal GNL dans le Grand Port de Bilbao appelé en basque « Bizkaiko Badia » ou BBG (Bizkaia Badia Gasa). Il fut inauguré en 2003, avec une inversion de 264 millions d'euros et 30 mois de construction. La capacité du terminal est de 800 000 m3/h. Le premier cargo LNG fut le British Innovator, le 8 août 2003.
Le terminal GNL dispose de deux réservoirs de 150 000 m3.
Afin de répondre à l'augmentation de la demande la société BBG a un projet de construction du troisième réservoir[réf. nécessaire].
La BBG est constitué des sociétés Repsol, British Petroleum, Iberdrola et la EVE (Ente Vasco de Energia) du Gouvernement Basque.
La Communauté autonome basque produit de l'électricité d'origine thermique dans ses 4 centrales thermiques.

##### Énergie renouvelable: énergie éolienne

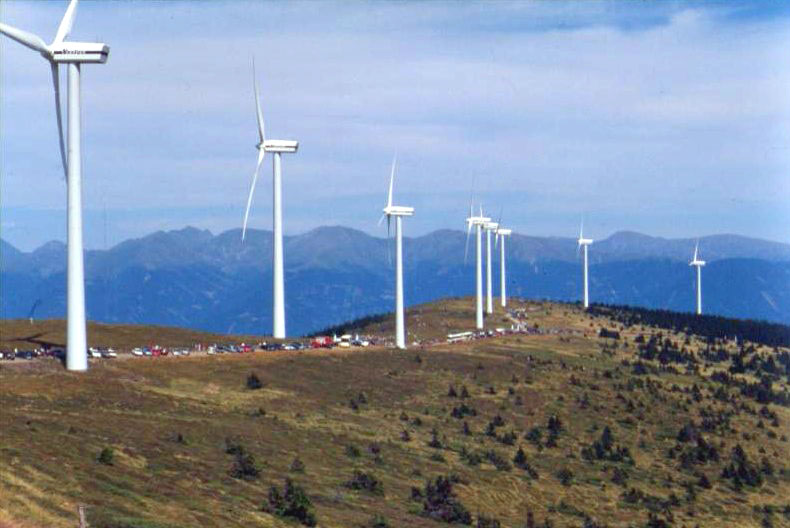
Aérogénérateurs

Gamesa, fondée à Vitoria-Gasteiz en 1976, est l'une des sociétés les plus innovatrices du secteur des énergies renouvelables est le premier producteur d'énergie éolienne avec la participation de la société d'énergie Iberdrola no 3 européen de l'énergie.
Le siège d'Iberdrola est situé à Bilbao dans la province de Bizkaia. L'entreprise se consacre à la production et à la distribution d'énergie (gaz et éolienne), avec plus de 21 000 mégawatts installés.

### Télécommunications
Cette section ne s'appuie pas, ou pas assez, sur des sources secondaires ou tertiaires indépendantes du sujet. Le texte peut contenir des analyses inexactes ou inédites de sources primaires.
Pour l'améliorer, ajoutez-en, ou placez des modèles {{Source secondaire souhaitée}} ou {{Source secondaire nécessaire}} sur les passages mal sourcés. (février 2023)
La Communauté autonome basque est siège de la société de télécommunication Euskaltel. Euskaltel développe un réseau de fibre optique de dernière génération, avec des investissements de 1 200 millions d'euros (600 euros par habitant), le plus gros investissement en réseau par habitant de toute l'Espagne.
Euskaltel est opérateur de câble basque créé en juillet 1995, qui commercialise ses services en Pays basque et Navarre. Ses activités couvrent la téléphonie fixe et mobile, numérique et l'accès à Internet à bandes larges tant par l'ADSL que par câble (seul détenteur d'une licence pour cela au Pays basque), pour des particuliers et des entreprises.
Euskaltel a agi comme société commerciale de la Communauté autonome basque des services de téléphonie mobile d'Amena (actuellement Orange) en vertu d'un accord commercial. Euskadi désigne la communauté autonome du Pays basque qui sponsorise l'équipe cycliste en partenariat avec la société téléphonique Euskaltel, Euskaltel-Euskadi.
Euskaltel investit 1,1 milliard d’euros pour construire plus de 200 000 kilomètres de fibre optique dernière génération sur l’ensemble du territoire basque.

## Sport
| Club                | Sport            | Ligue               | Stade/enceinte             | Date de fondation |
| ------------------- | ---------------- | ------------------- | -------------------------- | ----------------- |
| Athletic Bilbao     | football         | Liga Santander      | San Mamés Barria           | 1898              |
| Real Sociedad       | football         | Liga Santander      | Stade d'Anoeta             | 1909              |
| Bilbao Basket       | basket-ball      | Liga ACB            | Bilbao Arena               | 2000              |
| Saski Baskonia      | basket-ball      | Liga ACB            | Fernando Buesa Arena       | 1959              |
| Lagun Agro GBC      | basket-ball      | Liga ACB            | Donostia Arena 2016        | 2001              |
| CD Bidasoa          | handball         | Liga ASOBAL         | Polideportivo Artaleku     | 1962              |
| CH Txuri Urdin      | hockey sur glace | Superligua Española | Txuri Urdin Izotz Jauregia | 1972              |
| Escor Auto Avendaño | hockey sur glace | Superligua Española | BAKH                       | 2011              |

La Classique de Saint-Sébastien est une épreuve cycliste annuelle pour coureurs professionnels (Élites avec contrat). Cette compétition, qui se déroule directement le samedi qui suit la fin du Tour de France, fait partie de l'UCI World Tour, exigeant ainsi des équipes agréées "World Tour" leur participation à cette compétition. Au programme de l'épreuve : la double ascension du Jaizkibel, une montagne de faible altitude marquant la limite la plus occidentale des Pyrénées. L'arrivée se déroule dans la station balnéaire de Saint-Sébastien, sur le golfe de Gascogne.

## Culture

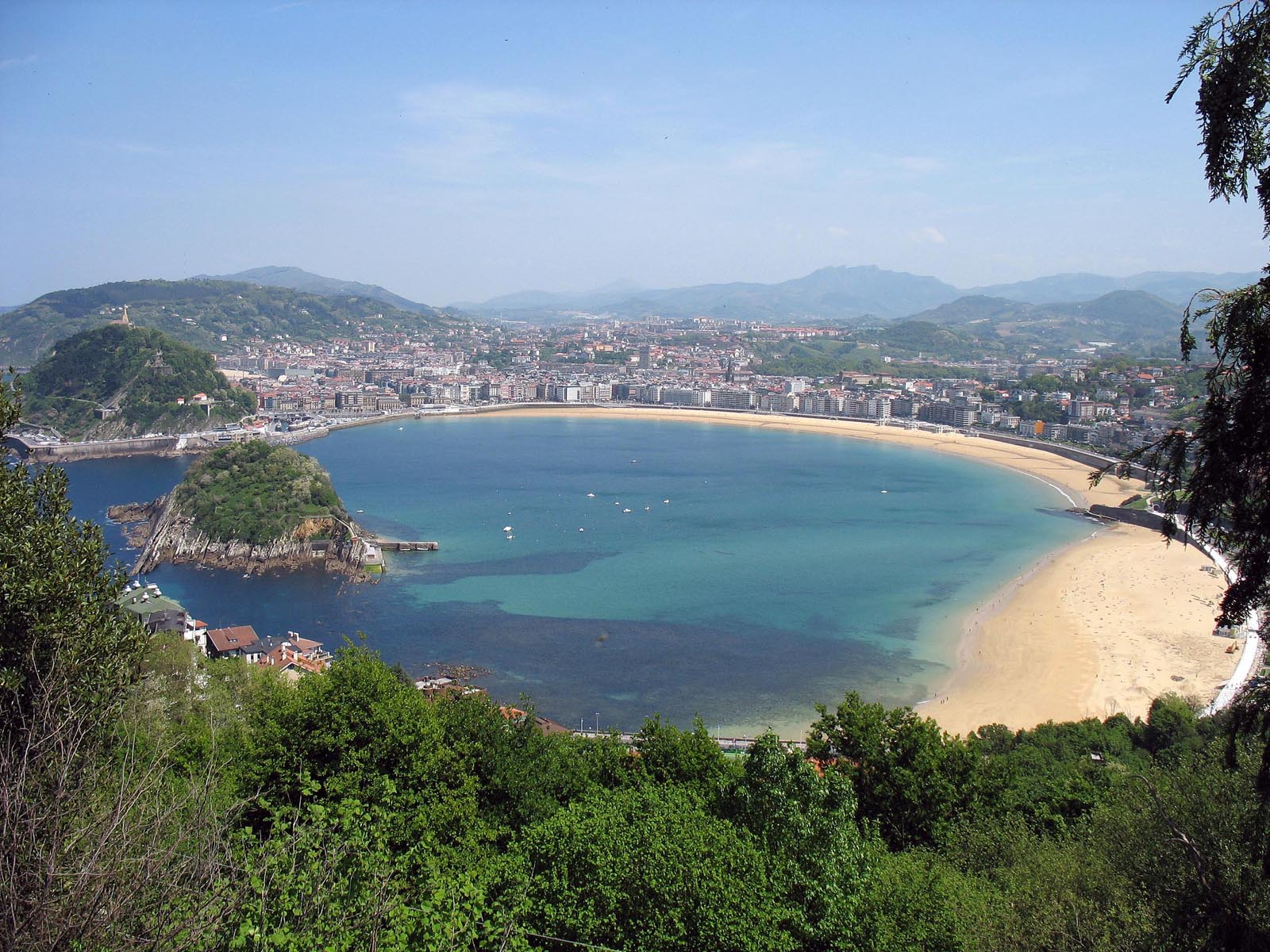
La Plage de la Concha à Saint-Sébastien.

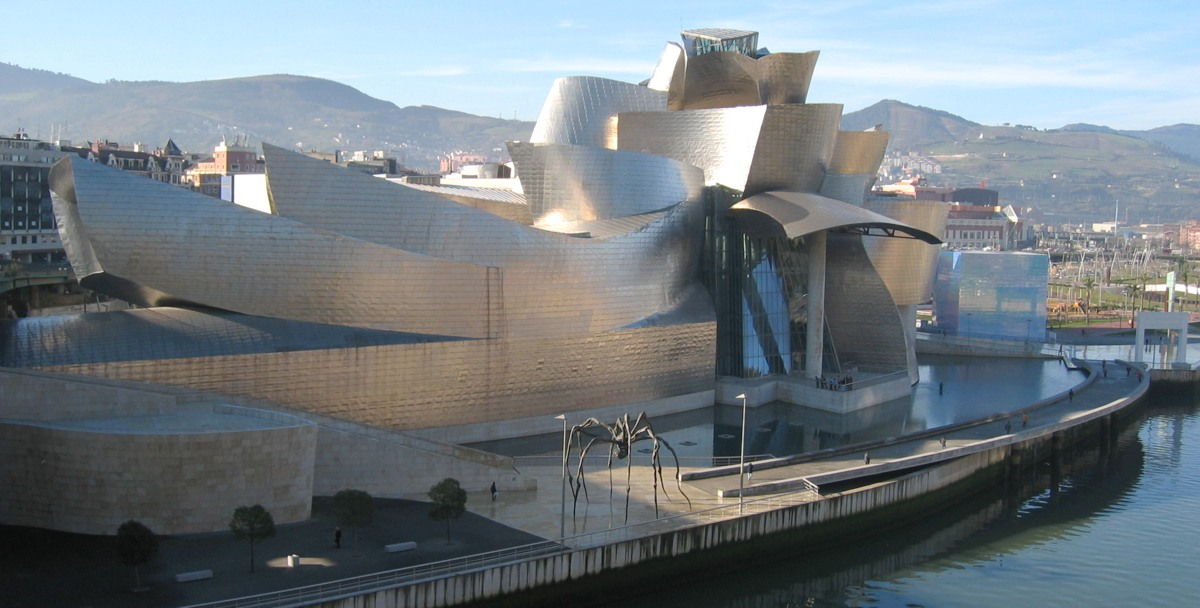
Musée Guggenheim de Bilbao.

La culture mythologique basque est l'une des plus riches d'Europe. Malgré l'intense christianisation subie au cours du dernier millénaire et les persécutions de Inquisition espagnole, le peuple basque a conservé de nombreuses légendes. Des érudits tels que José Miguel de Barandiarán et Julio Caro Baroja ont rassemblé cette culture mythologique basque tout au long du XXe siècle et ont survécu jusqu'au XXIe siècle des mains d'écrivains et d'artistes nés et élevés dans la magie de la mythologie, dont Néstor Basterretxea, sculpteur, peintre et cinéaste, et sa Cosmogónica Vasca, et Patxi Xabier Lezama, sculpteur, écrivain et designer.

### Langue
Deux langues bénéficient du statut de langue officielle : le basque (euskara) et l'espagnol (castillan). Les élèves peuvent étudier dans des écoles en langue espagnole ou basque voire dans des écoles utilisant les deux langues.

### Manifestations culturelles
Inauguré le 17 octobre 1997, le musée Guggenheim de Bilbao a constitué le fer de lance d’un vaste plan de développement urbain qui a réussi à faire de la ville un pôle économique et touristique de premier plan. Il organise diverses expositions de renommée mondiale.
Le Festival du film de Saint-Sébastien est un évènement se déroulant en septembre, le meilleur acteur recevant la « Coquille d'Or ».

### Euskal Herria
Euskadi forme, avec la Communauté forale de Navarre et le pays basque français, l'Euskal Herria, "le pays basque" au sens de pays antiquement de langue basque. La Communauté forale de Navarre a le droit de s'intégrer à la Communauté Autonome Basque en accord avec la Constitution espagnole (quatrième disposition transitoire). Une telle intégration n'a jamais été à l'ordre du jour lors des trois dernières décennies.

### Médias
- Télévision : Euskal Telebista avec les chaînes ETB 1 (généraliste en basque), ETB 2 (généraliste en espagnol), ETB 3 (jeunesse en basque), ETB 4 (thématique en basque et espagnol), et ETB Sat/Canal Vasco (satellite en basque et espagnol).
- Radio : en plus des principales radios nationales espagnoles (Cadena SER, Radio Nacional, Radio Nervión...), le groupe public basque Euskal Irrati Telebista propose : Radio Euskadi, Euskadi Irratia, Gaztea, EITB Musika, et Radio Vitoria.
- Quotidiens : El Correo Español, El Diario Vasco, El Mundo del País Vasco, Deia, Gara, Berria, El País, Noticias de Gipuzkoa ; El Correo Español est le principal quotidien par nombre de lecteurs avec plus de 50 % de part de marché.
- Internet : eitb.com

## Mégalithisme

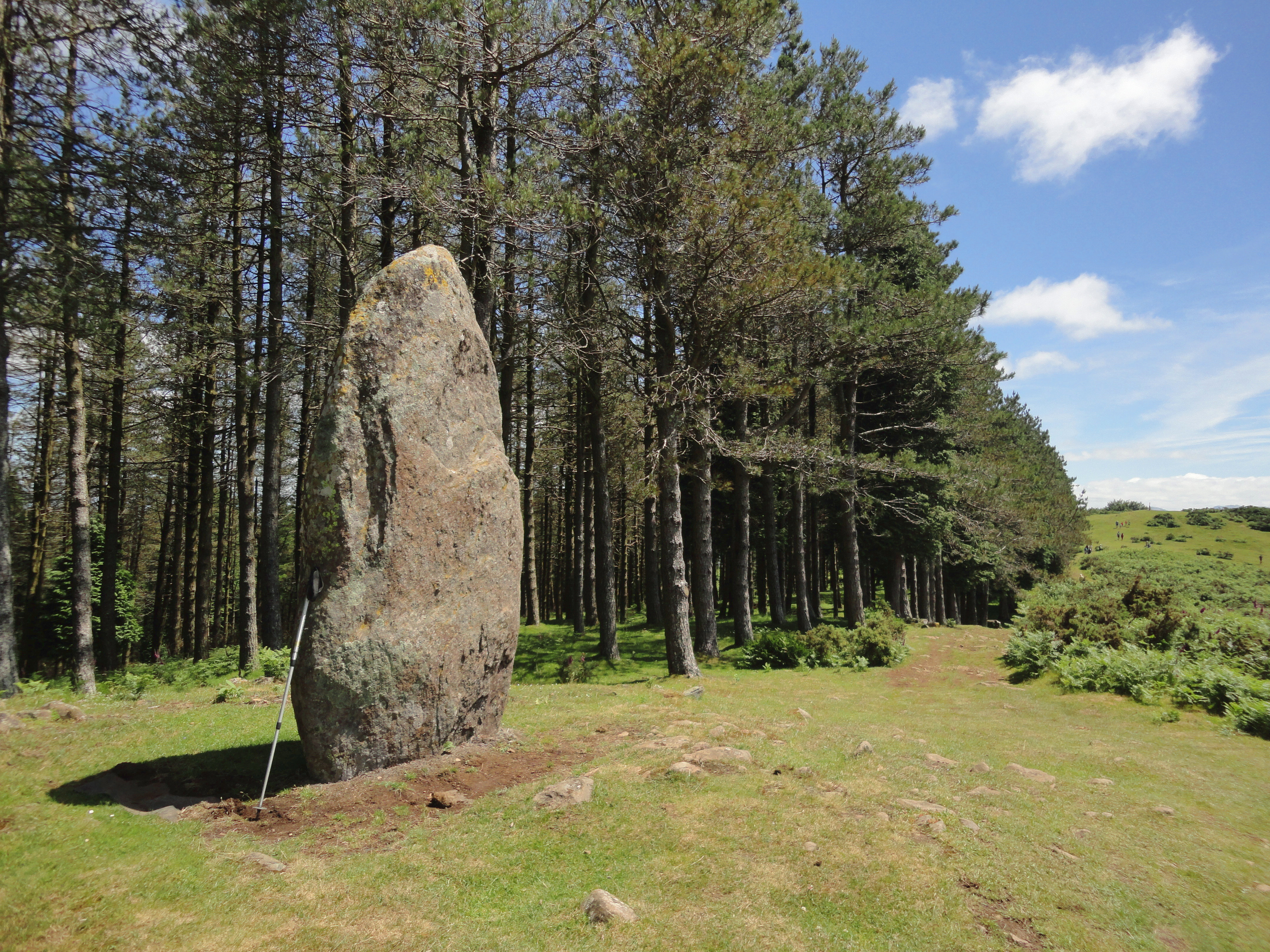
Le menhir d'Arribirilleta, entre Soraluze et Azkoitia.

La communauté autonome du Pays basque abrite de nombreux menhirs, cromlechs, dolmens et tumuli datant du Néolithique et de l'Âge du bronze.